# Copia instantánea de volumen

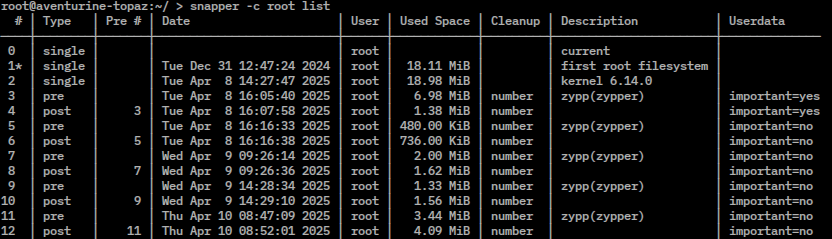
Captura de pantalla de las instantáneas generadas por Snapper, una utilidad de instantáneas para el sistema de archivos Btrfs.

En informática, una copia instantánea de volumen o simplemente una instantánea (en inglés: snapshot) es una instantánea del estado de un sistema en un momento determinado. El término fue acuñado como una analogía a la instantánea en el sentido fotográfico.

## Justificación
Una copia de seguridad de un sistema con un gran volumen de datos puede tardar mucho tiempo en completarse. En los sistemas multitarea o multiusuario, es posible que se escriban datos mientras se está haciendo esta copia de seguridad. Esto impide que la copia de seguridad realizada sea atómica y genera un desfase de versiones que puede dar lugar a corrupción de datos. Por ejemplo, si un usuario crea un archivo en un directorio que ya ha sido respaldado, entonces ese archivo puede llegar a estar completamente ausente en el medio de respaldo, ya que la operación de copia de seguridad ya había tenido lugar antes de la creación del archivo. La diferencia de versiones también puede causar la corrupción de los archivos, ya que el tamaño o el contenido de estos cambia en segundo plano mientras se están leyendo (modificado por otro usuario u proceso).
Un enfoque de la copia de seguridad de datos en tiempo real es desactivar temporalmente el acceso de escritura a los datos durante la copia de seguridad, ya sea por detener el acceso a aplicaciones o mediante el bloqueo de la API que proporciona el sistema operativo para hacer cumplir el acceso exclusivo de lectura. Esto es tolerable para sistemas de baja disponibilidad (computadoras de escritorio y servidores de pequeños grupos de trabajo, en los que el tiempo de inactividad es aceptable). En sistemas de alta disponibilidad 24/7, sin embargo, no se pueden tolerar interrupciones de servicio.
Para evitar este tiempo de inactividad, en sistemas de alta disponibilidad se puede llevar a cabo la copia de seguridad usando una instantánea, que consiste en una imagen de sólo lectura que es una copia del conjunto de datos congelados en un punto en el tiempo y, mientras tanto, se permite que las aplicaciones puedan seguir escribiendo datos. La mayoría de las implementaciones instantáneas son eficientes y permite realizar instantáneas en O(1). En otras palabras, el tiempo y la E/S necesarios para crear la instantánea no aumentan con el tamaño del volumen de datos, mientras que para una copia de seguridad directa ese tiempo es proporcional al tamaño del conjunto de datos. En algunos sistemas, una vez que la instantánea inicial se toma de un conjunto de datos, las instantáneas subsiguientes solo copian los datos modificados y utiliza un sistema de indicadores para hacer referencia a la instantánea inicial. Este método de instantáneas basadas en punteros consume menos espacio de disco que si el conjunto de datos se clonara en varias ocasiones.
A las instantáneas a veces se les llaman ramas instantáneas porque implícitamente crean versiones divergentes de sus datos. Aparte de las copias de seguridad y de la recuperación de datos, el sistema de lectura y escritura de instantáneas se utiliza con frecuencia en la virtualización, los entornos de pruebas y el alojamiento virtual debido a su utilidad en la gestión de cambios en grandes conjuntos de archivos.